# 法會
法會指的是舉辦佛教或道教的宗教儀式的集會，有時也可指稱印度教的集會。

## 佛教
佛教的法會，又叫法事、佛事、齋會，日本佛教界還稱之為法要，指爲講經說法、供佛施僧、經懺消災、佛教節日祭禮舉辦的集會。

### 類別
起初，法會指的是佛陀聚眾講經的集會，如說某某經，即可冠名爲某某法會、某某會，如釋迦牟尼佛初成佛宣講的《法華經》，可稱此次宣法集會爲“法華（花）會”。
法會也可以指延僧供齋的集會，按照佛教的義理，組織一次千僧會，供養千名僧人，必然會有至少一名得果聖人隱於其中。施齋於僧，功德已然高，能得到佛、菩薩、羅漢聖人的光臨，則實在有幸。因此古來達官豪紳，不乏供僧法會的事跡。
佛教中還有一類追薦亡人，將亡靈超度至善趣的儀式，亦稱爲法會。在漢地的盂蘭盆節，僧侶和道士都會以各自的宗教方式超度孤魂野鬼，讓鬼道眾生脫離苦厄，往生善趣；盂蘭盆節同時也是供僧的法會，這一天是眾僧入寺閉關結夏安居結束之日，故這一天出關，接受信徒的供養，此份無量功德，迴向於亡故的親友，其必能得到超度。

### 儀軌
就民俗集會含義上的法會，在不同的地域有不同的文化特點，但共同的特征是通常需要僧侶進行一系列供奉儀式，供香奉花，誦經念咒；在漢地還有從道教引入的開光點眼的儀式，奉請佛菩薩加持賜福。

## 道教
近現代的道教分為正一道和全真道兩大類，舉辦法會須由正規道士主持科儀，兩大宗派的科儀較有不同。
常見的法會如齋醮（道場），通常在發生天災人禍，或親友亡故後，人們便請道士主持具有驅邪、潔淨，或超度追薦意義的醮儀。如2011年日本地震造成死傷慘重，香港道教界舉辦了一次超度祈福法會。